# Zhong Huandi
Zhong Huandi, född den 28 juni 1967, är en kinesisk före detta friidrottare som tävlade i långdistanslöpning.
Zhongs främsta meriter är att hon två gånger blev silvermedaljör vid VM. Vid VM 1991 slutade hon tvåa bakom Liz Lynch-McColgan och vid VM 1993 bakom Junxia Wang.  
Zhong slutade på fjärde plats vid Olympiska sommarspelen 1992 i Barcelona. Vidare vann hon tre guld vid Asiatiska spelen.

## Personliga rekord
- 10 000 meter - 30.13,37